# كوريا للصناعات الفضائية
كوريا للصناعات الجوية هي شركة وطنية كورية جنوبية، وهي شركة صناعات جوية وفضائية تأسست عام 1999 بدعم من سامسونج للصناعات الجوية، ودايو للصناعات الثقيلة، وهيونداي للطائرات والفضاء.

## المنتجات
- عسكرية
  - كيه تي-1, 1998
  - تي-50 النسر الذهبي, 2001

- مشاركة
  - المروحية بيل 427, مع بيل للمروحيات
  - المروحية بيل 429, مع بيل للمروحيات
  - سوريون، مروحية مساعدات بدعم تقني من يوروكوبتر

- مشاريع حالية
  - سوريون

- الأقمار الصناعية
  - الأقمار الصناعية الكورية متعددة الاستخدامات 1, 2, 3, و5

- مشاريع مستقبلية
  - كيه إف-إكس، مشروع طائرة مقاتلة